# البطولة الوطنية للرأس الأخضر
البطولة الوطنية للرأس الأخضر لكرة القدم هي مسابقة كرة القدم بين أندية الرأس الأخضر .
البطل الحالي هو سي إس مينديلينز.